# 7379 Naoyaimae
7379 Naoyaimae è un asteroide della fascia principale. Scoperto nel 1981, presenta un'orbita caratterizzata da un semiasse maggiore pari a 2,6619015 UA e da un'eccentricità di 0,1256473, inclinata di 2,73739° rispetto all'eclittica.